# Agulló
Agulló es una localidad del municipio de Áger, comarca de la Noguera, provincia de Lérida, Cataluña, España. Se encuentra en el valle de Áger, de la división de las aguas entre la Noguera Pallaresa y la Noguera Ribagorzana, en el centro del término municipal, y al oeste del pueblo de Áger. Su población era de 45 habitantes en 2020.

## Historia
El valle de Áger fue conquistado por Arnau Mir de Tost en la primera mitad del siglo XI. Este lugar se cita ya el 1070 como «Torres de l'Agulló», su nombre antiguo, cuando el vizconde Arnau Mir de Tost lo cedió a Ponç Onofre para que lo ampliase, mejorase y le dotase de una muralla; la gente que vivía allí debía pagar los diezmos y primicias a Onofre. Más adelante, en 1267, cuando formaba parte de los dominios de Ramon de Llimiana, fue cedido al monasterio de San Pere de Áger.
Fue un municipio independiente hasta mediados del siglo XIX, cuando se incorporó a Áger.

## Lugares de interés
- Iglesia de San Mateo

## Fiestas
- Fiesta mayor, tercer fin de semana de agosto.[4]